# Joseph Maria Hiendl

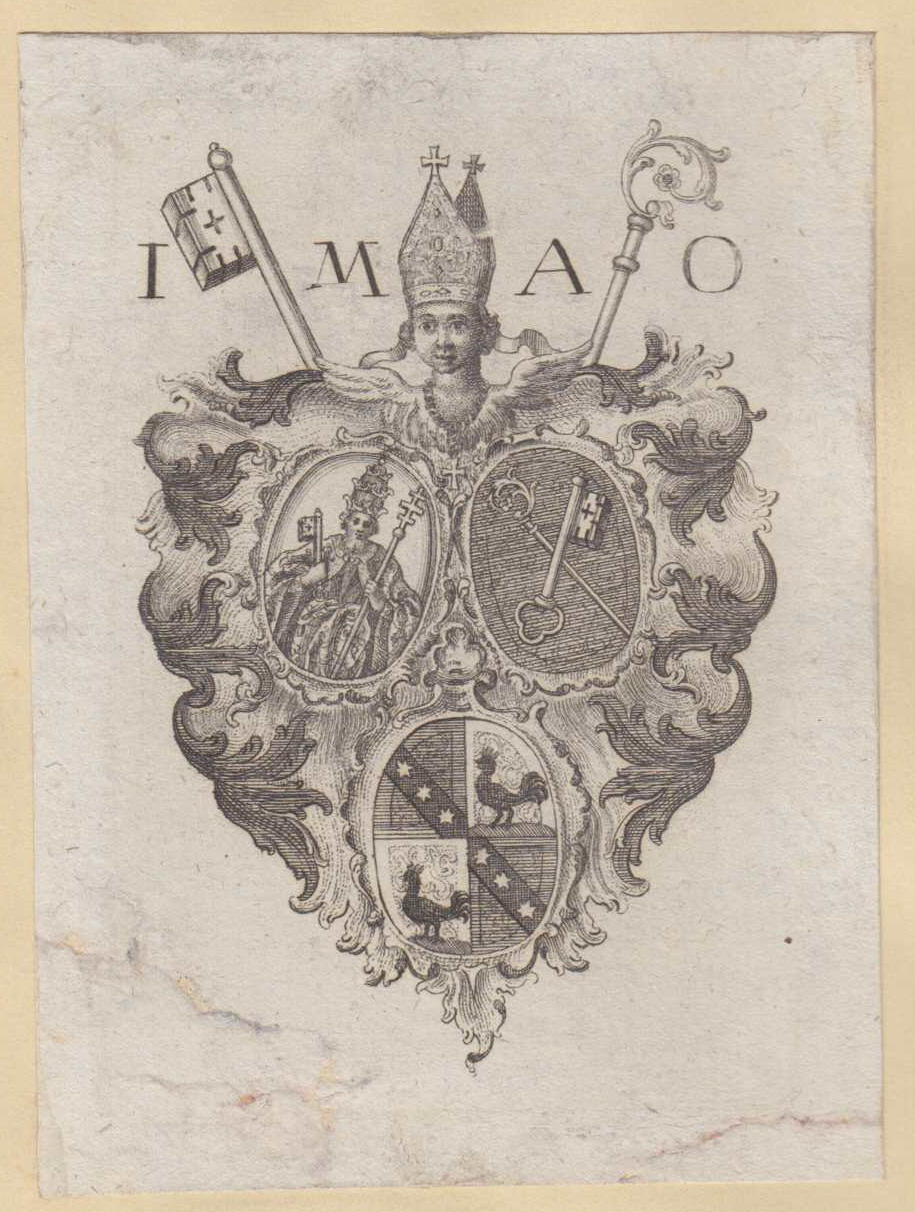
Das Wappen Joseph Maria Hiendls

Joseph Maria Hiendl OSB (* am 1. Dezember 1737 in Straubing; † am 25. Juni 1796) war ein deutscher Abt.

## Leben
Nachdem er in das Kloster Oberalteich der Benediktiner eingetreten war, legte er seine Profess im September 1754 ab und feierte seine Primiz im November 1760. Anschließend wirkte er als Kaplan in Nonnberg, später als Professor in Freising und Wallfahrtspriester in Bogenberg. 1772 wurde er Abt seines Klosters; 1782 bis 1796 war er außerdem gewählter Präses der Bayerischen Benediktinerkongregation.
Darüber hinaus war Hiendl wissenschaftlich tätig und förderte die Bibliothek und das Naturalienkabinett des Klosters; er war auch Kondirektor der kurfürstlich-bayerischen Studienanstalt und wurde 1782 zum Ehrenmitglied der Bayerischen Akademie der Wissenschaften ernannt.
Ein Ölgemälde des Freskenmalers Franz Anton Rauscher, welches er in seinem Todesjahr 1777 schuf, zeigt den bayerischen Kurfürsten Max III. Joseph, wie er Abt Hiendl seine Gerechtsame übergibt; es hängt in der ehemaligen Schlossbrauerei Gossersdorf (Straubing) in Privatbesitz.

## Werke
- Prodromus mathematicus, seu prolegomena matbematica. (Regensburg, Englerth 1765) (BSB, eingeschränkte Vorschau in der Google-Buchsuche)
- Trauerrede auf den weiland Hochwürdigen, Hochwohlgebornen Herrn Petrus [Gerl], des berühmten, und befreyten Stiftes, und Klosters Prüflingen Würdigsten Abbt … (Regensburg 1781) (eingeschränkte Vorschau in der Google-Buchsuche)
- Oratio ad senatum et populum academicum in templo almae et archiepiscopalis universitatis salzburgensis ante trienalem rectoris magnifici electionem et universitatis visitationem dicta die 18. Junii 1785 (Salzburg 1785) (Digitalisat: MDZ, DDB, eingeschränkte Vorschau in der Google-Buchsuche)